# 데이비다스 솀베라스
데이비다스 솀베라스(리투아니아어: Deividas Šemberas, 1978년 8월 2일 ~ )는 리투아니아의 은퇴한 축구 선수로 현역 시절 포지션은 수비수였다.

## 수상

### 클럽
FK 잘기리스
- A 리가 : 우승 (2014, 2015), 준우승 (1996-97, 1997-98)
- 리투아니아컵 : 우승 (1996-97, 2014, 2015)
- 리투아니아 슈퍼컵 : 우승 (2015)

 디나모 모스크바
- 러시아 컵 : 준우승 (1998-99)

 CSKA 모스크바
- 러시아 프리미어리그 : 우승 (2003, 2005, 2006), 준우승 (2002, 2004, 2008, 2010), 3위 (2007, 2011-12)
- 러시아 컵 : 우승 (2001-02, 2004-05, 2005-06, 2007-08, 2008-09, 2010-11)
- UEFA 유로파리그 : 우승 (2004-05)
- UEFA 슈퍼컵 : 준우승 (2005)
- 러시아 슈퍼컵 : 우승 (2004, 2006, 2007, 2009), 준우승 (2003, 2010, 2011)

### 국가대표팀
리투아니아
- 발틱컵 : 우승 (1997, 1998), 준우승 (2008)